# Белгија на Светском првенству у атлетици на отвореном 2023.
Белгија је учествовала на 19. Светском првенству у атлетици на отвореном 2023. одржаном у Будимпешти од 19. до 27. августа деветнаести пут, односно, учествовала је на свим првенствима до данас. Репрезентацију Белгије представљало је 29 учесника (16 мушкараца и 13 жена) у 20 дисциплина (10 мушких, 9 женских и 1 мешовита).,
На овом првенству такмичари Белгије нису освојили ниједну медаљу. У табели успешности према броју и пласману такмичара који су учествовали у финалним такмичењима (првих 8 такмичара) Белгија је са 5 учесника у финалу заузела 23. место са 17 бодова.
| Плас. | Земља   | 1. место | 2. место | 3. место | 4. место | 5. место | 6. место | 7. место | 8. место | Бр. финал. | Бод. |
| ----- | ------- | -------- | -------- | -------- | -------- | -------- | -------- | -------- | -------- | ---------- | ---- |
| 23.   | Белгија | 0        | 0        | 0        | 0        | 3        | 1        | 1        | 0        | 5          | 17   |

## Учесници
| Мушкарци: - Александар Дом — 400 м, 4 х 400 м - Дилан Борле — 400 м, 4 х 400 м - Рубен Верхајден — 1.500 м - Јохем Вермелен — 1.500 м - Исмаел Дебјани — 1.500 м - Џон Хејманс — 5.000 м - Робин Хендрикс — 5.000 м - Исак Кимели — 10.000 м - Жилијен Ватрен — 400 м препоне, 4 х 400 м - Робин Вандербемден — 4х400 м (м+ж) - Жонатан Борле — 4х400 м (м+ж) - Florent Mabille — 4х400 м (м+ж) - Томас Кармои — Скок увис - Бен Брудерс — Скок мотком - Филип Миланов — Бацање диска - Тимоти Херман — Бацање копља | Жене: - Рани Росиус — 100 м - Делфина Нканса — 100 м - Синтија Болинго — 400 м - Хелена Понет — 400 м, 4 х 400 м - Елиз Вандерелст — 1.500 м - Хане Вербруген — Маратон - Хане Клас — 400 м препоне, 4 х 400 м - Имке Вервает — 4 х 400 м, 4х400 м (м+ж) - Камил Лаус — 4 х 400 м, 4х400 м (м+ж) - Наоми Ван Ден Брук — 4 х 400 м - Мерел Маес — Скок увис - Елијен Векеманс — Скок мотком - Нор Видтс — Седмобој |

## Резултати

### Мушкарци
| Атлетичар                                                    | Дисциплина    | Лични рекорд | Квалификације      | Квалификације | Полуфинале            | Полуфинале            | Финале                | Финале       | Детаљи |
| Атлетичар                                                    | Дисциплина    | Лични рекорд | Резултат           | Место         | Резултат              | Место                 | Резултат              | Место        | Детаљи |
| ------------------------------------------------------------ | ------------- | ------------ | ------------------ | ------------- | --------------------- | --------------------- | --------------------- | ------------ | ------ |
| Александар Дом                                               | 400 м         | 45,28        | 44,92(.915) КВ, ЛР | 2. у гр. 6    | 45,57                 | 5. у гр. 3            | Нису се квалификовали | 18 / 41 (45) |        |
| Дилан Борле                                                  | 400 м         | 45,09        | 45,24 кв           | 4. у гр. 3    | 45,59                 | 7. у гр. 2            | Нису се квалификовали | 19 / 41 (45) |        |
| Рубен Верхајден                                              | 1.500 м       | 3:33,77      | 3:47,02 КВ         | 5. у гр. 2    | 3:47,02               | 11. у гр. 1           | Нису се квалификовали | 11 / 58      |        |
| Јохем Вермелен                                               | 1.500 м       | 3:34,16      | 3:35,45            | 9. у гр. 4    | Нису се квалификовали | Нису се квалификовали | Нису се квалификовали | 22 / 58      |        |
| Исмаел Дебјани                                               | 1.500 м       | 3:33,06 НР   | 3:39,73            | 15. у гр. 3   | Нису се квалификовали | Нису се квалификовали | Нису се квалификовали | 39 / 58      |        |
| Исак Кимели                                                  | 10.000 м      | 27:22,70     |                    |               |                       |                       | 28:20,77 ЛРС          | 13 / 24      |        |
| Жилијен Ватрен                                               | 400 м препоне | 48,66 НР     | 48,72 кв           | 5. у гр. 4    | 48,94                 | 5. у гр. 1            | Нису се квалификовали | 17 / 35 (37) |        |
| Жилијен Ватрен Дилан Борле Робин Вандербемден Александар Дом | 4 х 400 м     | 2:57,88 НР   | 3:00,33 НРС        | 5. у гр. 2    |                       |                       | Нису се квалификовали | 9 / 17       |        |
| Томас Кармои                                                 | Скок увис     | 2,29         | 2,25               | 8. у гр. Б    | 15 / 32 (36)          |                       | Нису се квалификовали |              |        |
| Бен Брудерс                                                  | Скок мотком   | 5,85 НР      | 5,75 кв            | 7. у гр. А    | 5,75                  | 7 / 29 (34)           |                       |              |        |
| Филип Миланов                                                | Бацање диска  | 67,26 НР     | 63,00              | 8. у гр. А    | Није се квалификовао  | 18 / 35               |                       |              |        |
| Тимоти Херман                                                | Бацање копља  | 87,35 НР     | 80,11 кв           | 7. у гр. Б    | 74,56                 | 12 / 34 (37)          |                       |              |        |

### Жене
| Атлетичарка                                                        | Дисциплина    | Лични рекорд | Квалификације      | Квалификације | Полуфинале            | Полуфинале            | Финале                | Финале       | Детаљи |
| Атлетичарка                                                        | Дисциплина    | Лични рекорд | Резултат           | Место         | Резултат              | Место                 | Резултат              | Место        | Детаљи |
| ------------------------------------------------------------------ | ------------- | ------------ | ------------------ | ------------- | --------------------- | --------------------- | --------------------- | ------------ | ------ |
| Рани Росиус                                                        | 200 м         | 11,20        | 11,18(.177) кв, ЛР | 4. у гр. 3    | 11,20                 | 7. у гр. 3            | Није се квалификовала | 20 / 54 (56) |        |
| Делфина Нканса                                                     | 200 м         | 11,22        | 11,40              | 5. у гр. 1    | Није се квалификовала | Није се квалификовала | Није се квалификовала | 35 / 54 (56) |        |
| Синтија Болинго                                                    | 400 м         | 50,19        | 50,29 КВ, ЛРС      | 2. у гр. 3    | 49,96 кв, НР, ЛР      | 3. у гр. 1            | 50,33(.323)           | 5 / 48       |        |
| Хелена Понет                                                       | 400 м         | 51,73        | 51,52              | 6. у гр. 5    | Нису се квалификовале | Нису се квалификовале | Нису се квалификовале | 27 / 48      |        |
| Елиз Вандерелст                                                    | 1.500 м       | 4:02,63 НР   | 4:11,55            | 14. у гр. 2   | Нису се квалификовале | Нису се квалификовале | Нису се квалификовале | 50 / 55 (56) |        |
| Хане Вербруген                                                     | Маратон       | 2:26:32      |                    |               |                       |                       | 2:37:15               | 39 / 65 (78) |        |
| Хане Клас                                                          | 400 м препоне | 54,33 НР     | 55,13 КВ           | 3. у гр. 4    | 56,06                 | 7. у гр. 3            | Није се квалификовала | 23 / 41      |        |
| Хелена Понет Имке Вервает Хане Клас Камила Лаус Наоми Ван Ден Брук | 4 х 400 м     | 3:22,12 НР   | 3:23.63 КВ, НРС    | 2. у гр. 2    |                       |                       | 3:22,84 НРС           | 5 / 15 (17)  |        |
| Мерел Маес                                                         | Скок увис     | 1,93         | 1,89               | 9. у гр. Б    | Нису се квалификовале | 17 / 34 (35)          |                       |              |        |
| Елијен Векеманс                                                    | Скок мотком   | 4,50         | 4,35               | 16. у гр. А   | Нису се квалификовале | 29 / 32 (37)          |                       |              |        |

#### Седмобој
| Дисциплина    | Нор Видтс | Нор Видтс  | Нор Видтс | Нор Видтс | Нор Видтс | Нор Видтс   |
| Дисциплина    | Лич. рек. | Резултат   | Бод.      | Плас.     | Укупно    | Плас.       |
| ------------- | --------- | ---------- | --------- | --------- | --------- | ----------- |
| 100 м препоне | 13,17     | 13,33      | 1.075     | 5.        | 1.075     | 5.          |
| Скок увис     | 1,84      | 1,80       | 978       | 7.        | 2.053     | 6.          |
| Бацање кугле  | 14,43     | 14,40 ЛРС  | 821       | 5.        | 2.874     | 5.          |
| 200 м         | 23,70     | 24,23 ЛРС  | 959       | 7.        | 3.833     | 6.          |
| Скок удаљ     | 6,60      | 6,35       | 959       | 2.        | 4.792     | 4.          |
| Бацање копља  | 41,82     | 41,00 ЛРС  | 686       | 17.       | 5.478     | 8.          |
| 800 м         | 2:08,50   | 2:09,48 ЛР | 972       | 4.        | 6.450     | 6.          |
| Седмобој      | 6.571     |            |           |           | 6.450 ЛРС | 6 / 18 (23) |

### Мешовито
| Атлетичари                                                                                   | Дисциплина | Лични рекорд | Квалификације | Квалификације | Полуфинале | Полуфинале | Финале      | Финале      | Детаљи |
| Атлетичари                                                                                   | Дисциплина | Лични рекорд | Резултат      | Место         | Резултат   | Место      | Резултат    | Место       | Детаљи |
| -------------------------------------------------------------------------------------------- | ---------- | ------------ | ------------- | ------------- | ---------- | ---------- | ----------- | ----------- | ------ |
| Робин Вандербемден (м) Имке Вервает (ж) Жонатан Борле (м) Камил Лаус (ж) Florent Mabille (м) | 4 х 400 м  | 3:11,51 НР   | 3:11,81 НРС   | 3. у гр. 1    |            |            | 3:13,83 НРС | 5 / 16 (17) |        |